# Martin Sheen
Ramón Gerardo Antonio Estévez (Dayton (Ohio), 3 augustus 1940), beter bekend onder zijn artiestennaam Martin Sheen, is een Amerikaanse acteur. Hij werd in zijn carrière voor meer dan veertig filmprijzen genomineerd, waarvan hij er meer dan twintig ook daadwerkelijk won, waaronder een Emmy Award, een Golden Globe en een Satellite Award.

## Biografie

### Carrière
Sheen werd geboren als Ramón Gerardo Antonio Estévez, maar nam de artiestennaam Sheen. Hij koos deze naam vanwege zijn bewondering voor de katholieke bisschop Fulton J. Sheen. Zijn geboorte verliep niet geheel probleemloos. Daardoor werd zijn linkerarm uiteindelijk 7,5 centimeter korter dan zijn rechterarm. Een gevolg hiervan is dat het trucje waarmee zijn personage Jed Bartlet in The West Wing zijn jasje aantrekt de enige manier is waarop dit Sheen daadwerkelijk lukt.

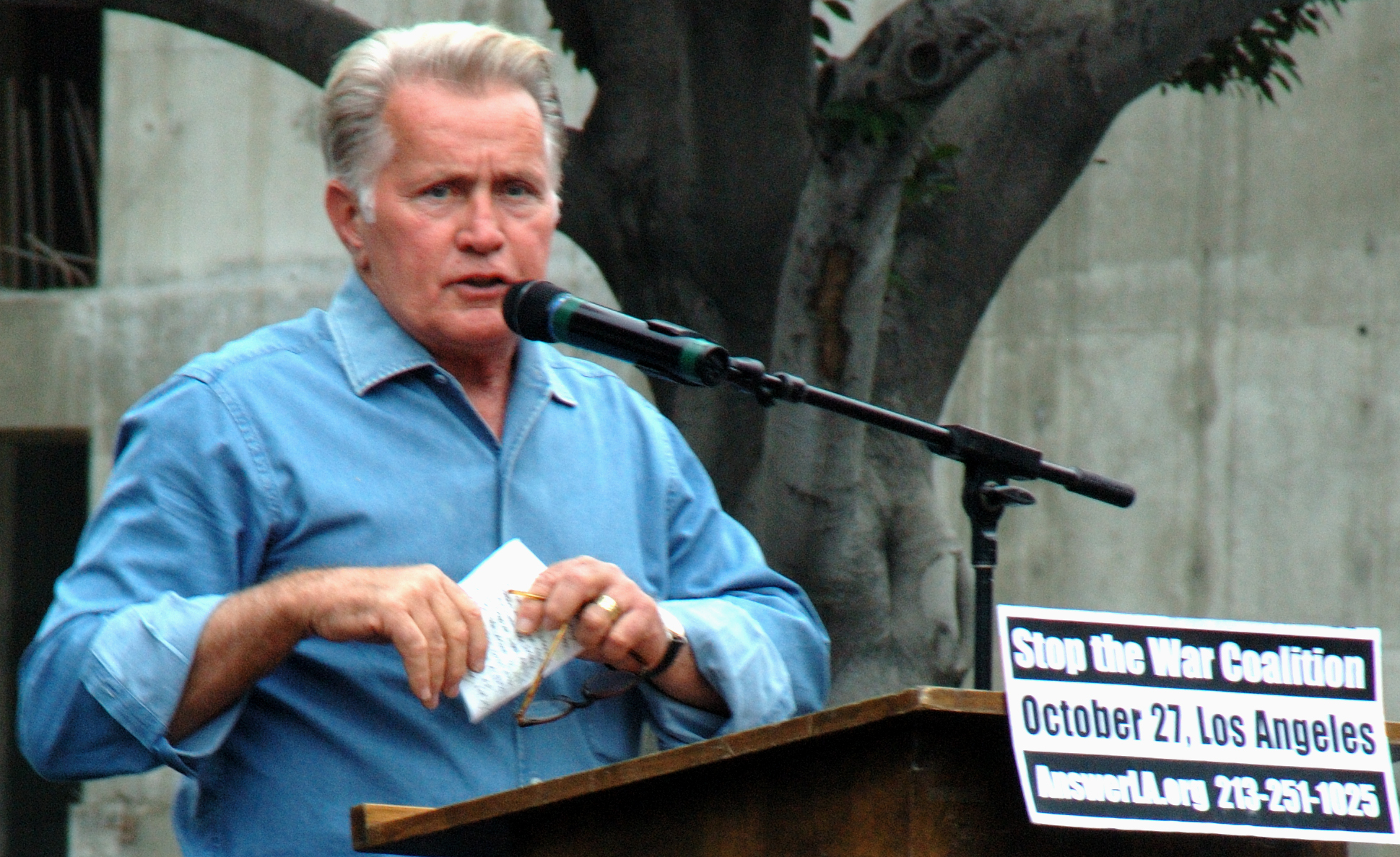
Martin Sheen protesteert tegen de Irakoorlog.

Sheen brak in de jaren 60 en 70 door, dankzij kleinere rollen in onder meer Hawaii Five-O, Cannon, Ironside, Mannix, The Streets of San Francisco en Mission: Impossible. Een van Sheens meest gedenkwaardige rollen is die van Captain Willard in Francis Ford Coppola's Apocalypse Now, over de waanzin van de Vietnamoorlog. Tussen 1999 en 2006 was hij te zien in de rol van president Bartlet in de met meerdere Emmy Awards bekroonde televisieserie The West Wing. Al met al speelde Sheen meer dan 200 rollen in films en op televisie. Hij debuteerde ooit in een aflevering van The Defenders, in 1961. Meer recent speelde hij in onder meer Bobby, The Departed en Talk to Me.
Sheen steunt de Sea Shepherd Conservation Society en maakt deel uit van de Board of Advisors (adviesraad) van deze organisatie. Hij heeft honderden benefietacties mee georganiseerd en als gevolg daarvan een aanzienlijk bedrag ingezameld voor Sea Shepherd. Hij is een volgeling van Paul Watson en deelt veel van diens ideeën.

### Persoonlijk
Sheen is sinds 23 december 1961 getrouwd met Janet Templeton en heeft samen met haar vier kinderen, die allemaal in het acteervak rolden: Emilio (1962), Ramon (1963), Carlos (Charlie Sheen) (1965) en Renée (1967).

### Eredoctoraat
Sheen ontving in mei 2015 een eredoctoraat van de universiteit van Dayton als erkenning voor zijn activisme op het gebied van vrede, sociale gelijkheid en mensenrechten.

## Filmografie

### Films
| Jaar | Film                                                                   | Rol                                 | Regisseur                    |
| ---- | ---------------------------------------------------------------------- | ----------------------------------- | ---------------------------- |
| 1967 | The Incident                                                           | Artie Connors                       | Larry Peerce                 |
| 1968 | The Subject Was Roses                                                  | Timmy Cleary                        | Ulu Grosbard                 |
| 1970 | Catch-22                                                               | 1st Lt. Dobbs                       | Mike Nichols                 |
| 1972 | No Drums, No Bugles                                                    | Ashby Gatrell                       | Clyde Ware                   |
| 1972 | Pickup on 101                                                          | Les                                 | John Florea                  |
| 1972 | Rage                                                                   | Maj. Holliford                      | George C. Scott              |
| 1972 | That Certain Summer                                                    | Gary McClain                        | Lamont Johnson               |
| 1973 | When the Line Goes Through                                             | Bluff Jackson                       | Clyde Ware                   |
| 1973 | Badlands                                                               | Kit Carruthers                      | Terrence Malick              |
| 1973 | Catholics                                                              | Father Kinsella                     | Jack Gold                    |
| 1974 | The Legend of Earl Durand                                              | Luther Sykes                        | John Patterson               |
| 1974 | The California Kid                                                     | Michael McCord                      | Richard T. Heffron           |
| 1974 | The Missiles of October                                                | Robert F. Kennedy                   | Anthony Page                 |
| 1974 | The Execution of Private Slovik                                        | Eddie Slovik                        | Lamont Johnson               |
| 1975 | The Last Survivors                                                     | Alexander William Holmes            | Lee H. Katzin                |
| 1975 | Sweet Hostage                                                          | Leonard Hatch                       | Lee Phillips                 |
| 1976 | The Cassandra Crossing                                                 | Robby Navarro                       | George P. Cosmatos           |
| 1976 | The Little Girl Who Lives down the Lane                                | Frank Hallet                        | Nicolas Gessner              |
| 1979 | Apocalypse Now                                                         | Captain Benjamin L. Willard         | Francis Ford Coppola         |
| 1979 | Eagle's Wing                                                           | Pike                                | Anthony Harvey               |
| 1980 | The Final Countdown                                                    | Warren Lasky                        | Don Taylor                   |
| 1981 | Loophole                                                               | Stephen Booker                      | John Quested                 |
| 1982 | Gandhi                                                                 | Vince Walker                        | Richard Attenborough         |
| 1982 | That Championship Season                                               | Tom Daley                           | Jason Miller                 |
| 1982 | In the Custody of Strangers                                            | Frank                               | Robert Greenwald             |
| 1983 | Enigma                                                                 | Alex Holbeck                        | Jeannot Szwarc               |
| 1983 | In the King of Prussia                                                 | Judge Samuel Salus II               | Emile de Antonio             |
| 1983 | Man, Woman and Child                                                   | Robert Beckwith                     | Dick Richards                |
| 1983 | The Dead Zone                                                          | Greg Stillson                       | David Cronenberg             |
| 1984 | Firestarter                                                            | Captain Hollister                   | Mark L. Lester               |
| 1984 | The Guardian (televisiefilm)                                           | Charles Hyatt                       | David Greene                 |
| 1985 | The Fourth Wise Man                                                    | Artaban                             | Michael Ray Rhodes           |
| 1986 | A State of Emergency                                                   | Dr. Alex Carmody                    | Richard C. Bennett           |
| 1986 | Shattered Spirits                                                      | Lyle Mollencamp                     | Robert Greenwald             |
| 1986 | News at Eleven (televisiefilm)                                         | Frank Kenley                        | Mike Robe                    |
| 1987 | The Believers                                                          | Cal Jamison                         | John Schlesinger             |
| 1987 | Siesta                                                                 | Del                                 | Mary Lambert                 |
| 1987 | Wall Street                                                            | Carl Fox                            | Oliver Stone                 |
| 1988 | Da                                                                     | Charlie                             | Matt Clark                   |
| 1988 | Judgment in Berlin                                                     | Herbert Jay Stern                   | Leo Penn                     |
| 1989 | Marked for Murder                                                      | man in park                         | Rick Sloane                  |
| 1989 | Cold Front                                                             | John Hyde                           | Allan A. Goldstein           |
| 1989 | Beverly Hills Brats                                                    | Dr. Jeffrey Miller                  | Jim Sotos                    |
| 1989 | Nightbreaker                                                           | Dr. Alexander Brown                 | Peter Markle                 |
| 1989 | Beyond the Stars                                                       | Paul Andrews                        | David Saperstein             |
| 1990 | Cadence                                                                | Sgt. Otis V. McKinney               | Martin Sheen                 |
| 1991 | Touch and Die                                                          | Frank                               | Piernico Solinas             |
| 1991 | The Maid                                                               | Anthony Wayne                       | Ian Toynton                  |
| 1991 | JFK                                                                    | verteller                           | Oliver Stone                 |
| 1992 | Running Wild                                                           | Dan Walker                          | Duncan McLachlan             |
| 1992 | Original Intent                                                        | Joe                                 | Robert Marcarelli            |
| 1993 | When the Bough Breaks                                                  | Captain Swaggert                    | Michael Cohn                 |
| 1993 | My Home, My Prison                                                     | verteller                           | Susana Blaustein Muñoz       |
| 1993 | Ghost Brigade                                                          | Gen. Haworth                        | George Hickenlooper          |
| 1993 | Fortunes of War                                                        | Francis Labeck                      | Thierry Notz                 |
| 1993 | Hear No Evil                                                           | Lt. Brock                           | Robert Greenwald             |
| 1993 | Hot Shots! Part Deux                                                   | Capt. Benjamin L. Willard           | Jim Abrahams                 |
| 1993 | Gettysburg                                                             | Robert E. Lee                       | Ronald F. Maxwell            |
| 1993 | A Matter of Justice                                                    | Jack Brown                          | Michael Switzer              |
| 1994 | Guns of Honor                                                          | Jackson Baines Hardin               | David Lister                 |
| 1994 | Hits!                                                                  | Kelly                               | William R. Greenblatt        |
| 1994 | Grey Knight                                                            | generaal                            | George Hickenlooper          |
| 1994 | Boca                                                                   | Jesse James Montgomery              | Walter Avancini, Zalman King |
| 1994 | Roswell (televisiefilm)                                                | Townsend                            | Jeremy Kagan                 |
| 1995 | The American President                                                 | Chief of Staff A.J. McInnerney      | Rob Reiner                   |
| 1995 | Sacred Cargo                                                           | Father Andrew Kanvesky              | Aleksandr Buravsky           |
| 1995 | Dillinger and Capone                                                   | John Dillinger                      | Jon Purdy                    |
| 1995 | Captain Nuke and the Bomber Boys                                       | Jeff Snyder                         | Charles Gale                 |
| 1995 | A Hundred and One Nights                                               | zichzelf                            | Agnès Varda                  |
| 1995 | The Break                                                              | Gil Robbins                         | Lee H. Katzin                |
| 1995 | Dead Presidents                                                        | The Judge                           | Albert Hughes, Allen Hughes  |
| 1995 | Gospa                                                                  | Father Jozo Zovko                   | Jakov Sedlar                 |
| 1996 | The War at Home                                                        | Bob Collier                         | Emilio Estevez               |
| 1996 | Entertaining Angels: The Dorothy Day Story                             | Peter Maurin                        | Michael Ray Rhodes           |
| 1996 | Project ALF                                                            | Colonel Gilbert Milfoil             | Dick Lowry                   |
| 1996 | The Crystal Cave: Lessons from The Teachings of Merlin (televisiefilm) | King Arthur                         | Deepak Chopra                |
| 1997 | Truth or Consequences, N.M                                             | Sir                                 | Kiefer Sutherland            |
| 1997 | An Act of Conscience                                                   | verteller                           | Robbie Leppzer               |
| 1997 | Spawn                                                                  | Jason Wynn                          | Mark A.Z. Dippé              |
| 1998 | Family Attraction                                                      | president                           | Brian Hecker                 |
| 1998 | Stranger in the Kingdom                                                | Sigurd Moulton                      | Jay Craven                   |
| 1998 | Gunfighter                                                             | The Stranger                        | Christopher Coppola          |
| 1998 | Monument Ave. (aka Snitch)                                             | Hanlon                              | Ted Demme                    |
| 1998 | Shadrach                                                               | verteller                           | Susanna Styron               |
| 1998 | A Letter from Death Row                                                | Michaels vader                      | Marvin Baker, Bret Michaels  |
| 1998 | Free Money                                                             | New Warden                          | Yves Simoneau                |
| 1998 | No Code of Conduct                                                     | Bill Peterson                       | Bret Michaels                |
| 1998 | Babylon 5: The River of Souls (televisiefilm)                          | een soul hunter                     | Janet Greek                  |
| 1999 | Ninth Street                                                           | Father Frank                        | Tim Rebman, Kevin Willmott   |
| 1999 | Lost & Found                                                           | Millstone                           | Jeff Pollack                 |
| 1999 | Storm                                                                  | General James Roberts               | Harris Done                  |
| 1999 | A Texas Funeral                                                        | Grandpa Sparta                      | William Blake Herron         |
| 2001 | O                                                                      | Coach Duke Goulding                 | Tim Blake Nelson             |
| 2002 | Catch Me If You Can                                                    | Roger Strong                        | Steven Spielberg             |
| 2003 | Mercy of the Sea                                                       | Frederik                            | Dominik Sedlar, Jakov Sedlar |
| 2003 | The Commission                                                         | Dep. Atty. Gen. Nicholas Katzenbach | Mark Sobel                   |
| 2004 | Jerusalemski sindrom                                                   |                                     | Dominik Sedlar, Jakov Sedlar |
| 2006 | The Departed                                                           | Capt. Oliver "Charlie" Queenan      | Martin Scorsese              |
| 2006 | Bobby                                                                  | Jack Stevens                        | Emilio Estevez               |
| 2007 | Talk to Me                                                             | E.G. Sonderling                     | Kasi Lemmons                 |
| 2007 | Bordertown                                                             | George Morgan                       | Gregory Nava                 |
| 2007 | Flatland: The Movie                                                    | Arthur Square                       | Dano Johnson, Jeffrey Travis |
| 2008 | A Single Woman                                                         | verteller                           | Kamala Lopez                 |
| 2009 | Echelon Conspiracy                                                     | Raymond Burke                       | Greg Marcks                  |
| 2009 | Love Happens                                                           | Burke's schoonvader                 | Brandon Camp                 |
| 2009 | Imagine That                                                           | Dante D'Enzo                        | Karey Kirkpatrick            |
| 2010 | The Way                                                                | Thomas Avery                        | Emilio Estevez               |
| 2011 | Stella Days                                                            | Daniel Barry                        | Thaddeus O'Sullivan          |
| 2011 | The Double                                                             | Tom Highland                        | Michael Brandt               |
| 2012 | Seeking a Friend for the End of the World                              | Frank/Dodges vader                  | Lorene Scafaria              |
| 2012 | The Amazing Spider-Man                                                 | Ben Parker                          | Marc Webb                    |
| 2012 | Bhopal: Prayer for Rain                                                | Warren Anderson                     | Ravi Kumar                   |
| 2014 | The Amazing Spider-Man 2                                               | Ben Parker                          | Marc Webb                    |
| 2018 | Come Sunday                                                            | Oral Roberts                        | Joshua Marston               |

### Documentaires
| Jaar      | Film                                         | Rol                            | Regisseur                               |
| --------- | -------------------------------------------- | ------------------------------ | --------------------------------------- |
| 1968      | Pat Neal Is Back                             | zichzelf                       | Edward Beyer                            |
| 1985      | Broken Rainbow                               | verteller                      | Maria Florio, Victoria Mudd             |
| 1985      | In the Name of the People                    | verteller                      | Frank Christopher                       |
| 1985      | Spaceflight                                  | verteller                      | Blaine Baggett                          |
| 1986      | Secrets of the Titanic                       | verteller                      | Robert Ballard                          |
| 1988      | Walking After Midnight                       | zichzelf                       | Jonathon Kay                            |
| 1991      | Hearts of Darkness: A Filmmaker's Apocalypse | zichzelf                       | Fax Bahr / George Hickenlooper          |
| 1994–1996 | Eyewitness                                   | verteller (Amerikaanse versie) |                                         |
| 1997      | 187: Documented                              | verteller                      | Timothy Fong                            |
| 1997      | Tudjman                                      | verteller                      | Jakov Sedlar, Joe Tripician             |
| 1998      | Taylor's Campaign                            | verteller                      | Richard Cohen                           |
| 1998      | Holes in Heaven                              | verteller                      | Wendy Robbins                           |
| 2001      | The Papp Project                             | zichzelf                       | Tracie Holder, Karen Thorsen            |
| 2001      | SOA: Guns and Greed                          | zichzelf                       | Robert Richter                          |
| 2001      | Stockpile                                    | verteller                      | Stephen Trombley                        |
| 2001      | Inside the Vatican                           | verteller                      | John B. Bredar                          |
| 2002      | Cuba: The 40 Years War                       | verteller                      | Peter Melaragno                         |
| 2002      | The Making of Bret Michaels                  | zichzelf                       |                                         |
| 2002      | Tibet: Cry of the Snow Lion                  | verteller                      | Tom Piozet                              |
| 2002      | Straight Up: Helicopters in Action           | verteller                      | David Douglas                           |
| 2003      | Hidden in Plain Sight                        | verteller                      | John Smihula                            |
| 2003      | All the Presidents' Movies                   | verteller                      | Brett Hudson                            |
| 2004      | Learning to Sea                              | verteller                      | Ziggy Livnat                            |
| 2004      | Winning New Hampshire                        | zichzelf                       | Aram Fischer, Mark Lynch, William Rabbe |
| 2004      | Tell Them Who You Are                        | verteller                      | Mark Wexler                             |
| 2005      | On the Line: Dissent in an Age of Terrorism  | zichzelf                       | Peter Glenn, Jason A. Schmidt           |
| 2005      | James Dean: Forever Young                    | verteller                      | Michael J. Sheridan                     |
| 2006      | Who Killed the Electric Car?                 | verteller                      | Chris Paine                             |
| 2006      | Between Iraq and a Hard Place                | verteller                      | Rex J. Pratt                            |
| 2007      | Searching for George Washington              | George Washington (stem)       |                                         |
| 2008      | Flower in the Gun Barrel                     | verteller                      | Gabriel Cowan                           |
| 2008      | They Killed Sister Dorothy                   | verteller                      | Daniel Junge                            |
| 2008      | Vietnam-American Holocaust                   | verteller                      | Clay Claiborne                          |
| 2009      | One Water                                    | verteller                      | Sanjeev Chatterjee and Ali Habashi      |
| 2009      | The End of Poverty?                          | verteller                      | Philippe Diaz                           |
| 2010      | Pax Americana and the Weaponization of Space | zichzelf                       | Denis Delestrac                         |
| 2010      | Return to El Salvador                        | verteller                      | Jamie Moffett                           |
| 2010      | The Spirit                                   | 'The Octopuss'                 | Pondy Doorcan                           |
| 2010      | The Kennedy Detail                           | verteller                      |                                         |
| 2011      | Curiosity                                    | presentator                    |                                         |
| 2012      | Who Do You Think You Are?                    | zichzelf                       |                                         |
| 2012      | Sharkwise                                    | verteller                      | Lieven Debrauwer                        |

### Televisieseries
| Jaar      | Titel                         | Rol                       | Regisseur              | Opmerkingen                                  |
| --------- | ----------------------------- | ------------------------- | ---------------------- | -------------------------------------------- |
| 1960      | The Naked City                | Phil Kasnick              |                        | afl. "The Night the Saints Lost Their Halos" |
| 1961      | Route 66                      | bendeleider Packy         | Elliot Silverstein     | afl. "And the Cat Jumped over the Moon"      |
| 1963      | The Outer Limits              | Private Arthur Dix        | John Erman             | afl. "Nightmare"                             |
| 1963      | Arrest and Trial              | Dale                      | David Lowell Rich      | afl. "We May Be Better Strangers"            |
| 1966      | NET Playhouse                 | Kilroy                    | Jac Venza              | afl. "10 Blocks on the Camino Real"          |
| 1966      | Flipper                       | Philip Adams              |                        | afl. "Flipper and the Seal"                  |
| 1969      | Mission: Impossible           | Albert                    |                        | afl. "Live Bait"                             |
| 1969      | Then Came Bronson             | Nick Oresko               |                        | afl. "Pilot"                                 |
| 1970      | Hawaii Five-O                 | Eddie Calhao              | Paul Stanley           | afl. "Cry, Lie"                              |
| 1970      | Hawaii Five-O                 | Arthur Dixon              | John Llewellyn Moxey   | afl. "Time and Memories"                     |
| 1972      | Cannon                        | Jerry                     |                        | afl. "The Devil's Playground"                |
| 1973      | Columbo                       | Karl Lessing              | Jeannot Szwarc         | afl. "Lovely but Lethal"                     |
| 1973      | Circle of Fear                | Frank                     | Herschel Daugherty     | afl. "Dark Vengeance"                        |
| 1983      | Kennedy                       | John F. Kennedy           | Jim Goddard            | miniserie, 3 afl.                            |
| 1993      | Alex Haley's Queen            | James Jackson Sr.         | John Erman             | miniserie, 3 afl.                            |
| 1993      | Murphy Brown                  | Nick Brody                | Peter Bonerz           | afl. "Angst for the Memories"                |
| 1997      | The Simpsons                  | Seymour Skinner (stem)    | Steven Dean Moore      | afl. "The Principal and the Pauper"          |
| 1999      | Total Recall 2070             | Praxis                    | Mark Sobel             | afl. "Virtual Justice"                       |
| 1999–2006 | The West Wing                 | President Josiah Bartlet  | bedenker: Aaron Sorkin | seizoen 1–7                                  |
| 2005      | Two and a Half Men            | Harvey, de vader van Rose | Gary Halvorson         | afl. "Sleep Tight, Puddin' Pop"              |
| 2007      | Studio 60 on the Sunset Strip | radiopresentator (stem)   | Timothy Busfield       | afl. "K&R - Part III"                        |
| 2009      | The Sunday Night Project      | gastpresentator           | Steve Smith            | seizoen 2, afl. 7                            |
| 2012      | Flash Pop                     | gast                      |                        | seizoen 8, afl. 15                           |
| 2015      | Grace and Frankie             | Robert                    |                        | seizoen 1-7                                  |

### Radio
| Jaar      | Datum                                                                       | Titel                    |
| --------- | --------------------------------------------------------------------------- | ------------------------ |
| 2004–2012 | 11 november 2004, 29 september 2007, 7 juni 2008, 6 juni 2009, 14 juli 2012 | A Prairie Home Companion |